# Comuna Poiana Lacului, Argeș
Poiana Lacului este o comună în județul Argeș, Muntenia, România, formată din satele Cătunași, Cepari, Dealu Orașului, Dealu Viilor, Dinculești, Gălețeanu, Gărdinești, Gâlcești, Metofu, Păduroiu din Deal, Păduroiu din Vale, Poiana Lacului (reședința) și Sămara. Sămara este cel mai vechi sat atestat documentar într-un act din 9 martie 1621 prin care Oprea Mircea din Sămara vinde lui Ivan din Pitești o jumătate de funie din moșia Doroăteasa.

## Localizare geografică
Comuna se află în vestul județului, într-o zonă deluroasă, pe malurile râului Cotmeana. Este străbătută de șoseaua națională DN67B, care leagă Piteștiul de Drăgășani. La Poiana Lacului, acest drum se intersectează cu șoseaua județeană DJ703A, care duce spre nord la Cocu și Cotmeana și spre sud la Albota (unde se termină în DN67). La Păduroiu din Deal, tot din DN67B se ramifică șoseaua județeană DJ679, care duce spre sud la Lunca Corbului, Stolnici, Hârsești, Bârla, mai departe în județul Olt la Tufeni, Ghimpețeni, Nicolae Titulescu, Văleni, Seaca, Mihăești și mai departe în județul Teleorman de Călmățuiu de Sus.
Distanța până la Pitești este de 18 km. Poiana Lacului se învecinează cu următoarele comune: la sud cu Lunca Corbului, la nord  cu Cocu și Săpata, la est cu Moșoaia și Albota iar la vest cu Vedea .
Comuna este așezată într-o zonă de dealuri, cuprinzând însă și o mică parte din câmpia aluvionară a Cotmenei, în partea de NV. Terasa Cotmenei, zonă de luncă, mai joasă, este roasă de râu, mai ales în partea de est, măcinând malurile și reducând suprafața de teren, odată cu topirea zăpezilor și scurgerea apelor.

## Demografie
Componența etnică a comunei Poiana Lacului
     Români (92,99%)
     Alte etnii (0,2%)
     Necunoscută (6,81%)
Componența confesională a comunei Poiana Lacului
     Ortodocși (91,95%)
     Alte religii (0,41%)
     Necunoscută (7,64%)
Conform recensământului efectuat în 2021, populația comunei Poiana Lacului se ridică la 6.136 de locuitori, în scădere față de recensământul anterior din 2011, când fuseseră înregistrați 6.642 de locuitori. Majoritatea locuitorilor sunt români (92,99%), iar pentru 6,81% nu se cunoaște apartenența etnică. Din punct de vedere confesional, majoritatea locuitorilor sunt ortodocși (91,95%), iar pentru 7,64% nu se cunoaște apartenența confesională.

## Politică și administrație
Comuna Poiana Lacului este administrată de un primar și un consiliu local compus din 15 consilieri. Primarul, Valerică Spirea[*], de la Partidul Social Democrat, este în funcție din 1 noiembrie 2024. Începând cu alegerile locale din 2024, consiliul local are următoarea componență pe partide politice:
|  | Partid                          | Consilieri | Componența Consiliului | Componența Consiliului | Componența Consiliului | Componența Consiliului | Componența Consiliului | Componența Consiliului |
|  | ------------------------------- | ---------- | ---------------------- | ---------------------- | ---------------------- | ---------------------- | ---------------------- | ---------------------- |
|  | Partidul Social Democrat        | 6          |                        |                        |                        |                        |                        |                        |
|  | Alianța Dreapta Unită           | 5          |                        |                        |                        |                        |                        |                        |
|  | Partidul Național Liberal       | 3          |                        |                        |                        |                        |                        |                        |
|  | Alianța pentru Unirea Românilor | 1          |                        |                        |                        |                        |                        |                        |

## Istorie
La sfârșitul secolului al XIX-lea, comuna făcea parte din plasa Pitești a județului Argeș și era formată din satele Duculești, Gălești, Gălățanu-Negoești, Neagra, Poiana Lacului, Popești și Teiușu, având în total 867 de locuitori. Existau în comună două biserici și o școală mixtă. La acea vreme, pe teritoriul actual al comunei mai funcționau în aceeași plasă și comunele Păduroiu și Samara. Prima era alcătuită din trei sate, Cepari, Păduroiu din Deal, Păduroiu din Vale, cu 788 de locuitori, avea două biserici și o școală primară. A doua avea în compunere satele Borli, Dealu Viilor, Gogoșești, Dealu Orașului, Popești, Rogozi, Samara (Valea Satului) și Zlapia, cu 1501 locuitori, trei biserici și o școală mixtă rurală.
Anuarul Socec din 1925 consemnează comuna Păduroiu în plasa Cotmeana și comunele Poiana Lacului și Samara în plasa Uda ale aceluiași județ. Comuna Păduroiu avea 1646 de locuitori în satele Cepari, Gărdinești, Păduroiu din Deal și Păduroiu din Vale; comuna Poiana Lacului avea 1444 de locuitori în satele Dinculești, Gălățanu, Gălcești, Negoești, Negrea, Poiana Lacului și în cătunele Popești și Teiu; iar comuna Samara avea 1586 de locuitori în satele Cătunașu, Dealu Orașului, Dealu Viilor, Popești, Valea Satului și în cătunele Dealu Bărcii, Dealu Rogozei, Piscu Popii și Zlapia. În 1931, comunele Păduroiu și Samara au fost desființate, satele lor trecând la comuna Poiana Lacului.
În 1950, comuna a fost transferată raionului Pitești din regiunea Argeș. În 1968, a revenit la județul Argeș, reînființat.

## Monumente istorice
Cinci obiective din comuna Poiana Lacului sunt incluse în lista monumentelor istorice din județul Argeș ca monumente de interes local. Unul este un sit arheologic, necropola tumulară de incinerație din perioada Halstatt aparținând culturii Ferigile-Bârsești de lângă satul Cepari. Celelalte patru sunt clasificate ca monumente de arhitectură: biserica cu hramurile „Sfântul Nicolae”, „Cuvioasa Paraschiva” și „Sfântul Teodor Tiron” (1789) din Cepari; casa Minel Cristescu (mijlocul secolului al XIX-lea) din Dinculești. Matei al Cârstei, agricultor a construit înainte de 1848 o casă  din lemn în cheie și pământ, pe temelie din cărămidă. Acoperișul este  în 4 ape, casa are 2 încăperi ( tindă și cameră). Această casă are  Cod: AG-II-m-B-13668; biserica cu hramurile „Sfântul Nicolae”, „Cuvioasa Paraschiva” și „Sfinții Arhangheli” (1737) din Păduroiu din Deal; și casa Neacșu (începutul secolului al XX-lea) din Samara.

## Cadrul natural

### Relief
Comuna are toate formele de relief, exclusiv munții: dealurile cu altitudini de 100-200 m, podișuri piemontane, lunci și terasă joasă (terasa Cotmenei care este roasă de râu odată cu topirea zăpezilor în felul acesta fiind  măcinate malurile și reducându-se suprafața de teren).

### Climă
Cu o temperatură medie anuală de  9⁰ C, iar precipitațiile medii anuale de 700 mm și relief  deluros, comuna Poiana Lacului este situată în zona temperat-continentală. Aici se înregistrează  temperaturi de  30-32⁰ C vara, și de -10, -15⁰ C  iarna.

### Hidrografie
Comuna Poiana Lacului este traversată de două râuri mai importante: Cotmeana, afluent al râului Vedea și  Teleormanul care izvorăște din podiș. Deoarece apele freatice se găsesc la mici adâncimi (
m),  pot fi captate în puțuri .

### Vegetație și faună
În zona comunei a existat până în secolul al XVIII-lea pădurea seculară Negrea.
Principalele esențe care cresc în pădurile actuale sunt fag și gorun. Pe lângă ele se mai află: salcâm, ulm, frasin, mesteacăn, alun, corn și carpen. Se mai găsesc: salcia, feriga și  iarba. Vegetația este întregită de livezile de pomi fructiferi: măr, păr, prun, cais, cireș, zarzăr, dud, nuc, vița de vie. 
În mod controlat au apărut  livezi de pomi fructiferi, brazi, fagi și salcâmi dar și arbori pe  pantele dealurilor, care previn degradarea solului.
Animalele sunt caracteristice zonei geografice: lup, mistreț, bursuc, căprioară, iepure, vulpea, dihor, veverița iar dintre păsări se regăsesc: cucul, turtureaua, porumbeii sălbatici, ciocănitoarea, uliul, pițigoiul .

## Toponimie și atestări documentare (alfabetic)
Sute de ani,  locuitorii au preferat zonele cele mai fertile și mai aproape de căile de transport atât terestre cât și pe apă, iar ulterior s-a produs o concentrare a așezărilor după gradele de rudenie. Ca urmare a reliefului deluros,  satele comunei sunt fie răsfirate (Cătunași, Dealul Viilor), fie adunate (Cepari, Dealul Orașului, Dinculești, Metofu, Păduroiu din Deal, Păduroiu din Vale, Poiana Lacului, Sămara) .
- Cătunași este un diminutiv provenind din limba dacă unde cătunul, un sat mic, putea fi părăsit de populația masculină tânără sau chiar de întreaga populație atunci când condițiile deveneau neprielnice.
- Cepari este un  nume de origine română care desemnează cultura agricolă reprezentativă pentru localitate, aceea de cultivatori sau vânzători de ceapă .
-Dealul Orașului, situat pe dealul cu același nume unde se pare că a existat o cetate în antichitate, cetate ale cărei urme erau vizibile până în anii '50 ai secolului trecut.
-Dealul Viilor – își are denumirea de la forma de relief pe care s-au așezat locuitorii și de la ocupația lor tradițională de cultivatori de vie.
- Dinculești, este un nume alcătuit din antroponimul Dincă+sufixul ești indicând  organizarea socială pe bază de obște a așezării. Satul a luat ființă prin strămutarea unora dintre locuitorii veniți din Păduroiu, Sămara și Moșoaia în jurul anul 1790.  În timp, au devenit clăcași pe moșia Schitului din Trivale.  
- Gălețeanu În vestul Luncii Cotmeana, pe un deal  se află satul Gălețeanu, întemeiat în a doua jumătate a secolului al XVIII-lea de către locuitorii din Sămara și Păduroiu.
- Gărdinești provine de la cuvântul gardină, adică o porțiune de doagă din vasele utilizate odinioară în gospodării.
- Gâlcești are o denumire alcătuită din antroponimul Gâlcă + sufixul ești care arată că satul era alcătuit pe bază de obște.
-Metofu s-a format ca denumire după tipul de proprietate asupra pământului semnificând țărani supuși mănăstirii.
El  își trage numele  din cuvântul metoc, ceea ce înseamnă o mănăstire mică sau o proprietate care aparține unei mănăstiri. Este descris în documentele  secolului al XVIII-lea ca moșie aparținând Schitului Trivale.
- Negoești. La est de Lunca Cotmeana, pe deal, se afla satul Negoești,  înființat în jurul anului 1790. El avea o denumire care atestă organizarea socială pe bază de obște din antroponimicul Negoescu + sufixul ești. Acest sat nu mai există ca unitate administrativă.
- Satul Negrea își trăgea denumirea de la pădurea cu același nume aflată la limita localității, o rămășiță a pădurilor seculare Codrul Vlăsiei și Ruginoasa. A fost sat de clăcași pe moșia mănăstirească a Mitropoliei Ungro-Vlahiei din București și apoi a mănăstirii Trivale.
În pădurea Negrea și-au găsit refugiul începând cu prima jumătate a secolului al-XVIII-lea oameni fugiți din Câmpia Dunării, județele Teleorman și Vlașca, datorită exploatării fanariote. Fiind lipsiți de mijloace materiale, și-au construit bordeie.
Atestarea documentară este la 24 octombrie 1513 când domnitorul Neagoe Basarab întărește Mănăstirii Glavacioc un sfert  din Neagra, ceea ce face ca acest sat să fi fost primul atestat documentar dintre satele comunei Poiana Lacului. Data respectivă rămâne ca dată de atestare a comunei Poiana Lacului chiar dacă satul Negrea nu mai există ca unitate administrativă.
-Păduroiu, aflat de o parte și de cealaltă a râului Cotmeana este satul menționat documentar în anul 1737.  Păduroi era un fel de geniu al pădurilor de care se pomenește mai ales în descântece.
- Poiana Lacului. Pe locul cătunului Popești se afla o pădure în mijlocul căreia erau o poiană mai mare și un lac, de unde s-a format denumirea satului, ulterior a comunei.
Poiana Lacului a fost cunoscută inițial sub denumirile: Dealul Viilor sau Heleșteu Gălețeanu fiind un sat de clăcași închiriat mănăstirii Trivale. Ca unitate administrativă de-sine-stătătoare apare în anul 1779 iar unsprezece ani mai târziu începe să fie cunoscută sub acest nume și ca moșie.
- Sămara provine de la apelativul samar care are mai multe posibile înțelesuri: șa mare folosită pentru transportul greutăților, laț de sprijin necesari căpriorilor acoperișului unei case, ori forma terenului, în șa .  Din această așezare, Ioan Samar a fost un căpitan vestit din oastea domnitorul Mihai Viteazul. Atestarea documentară este 9 martie 1621 când  domnitorul Radu Mihnea a confirmat vânzarea unei jumătăți de funie (veche unitate de măsură pentru lungime) din moșia Doroteasa de către un anumit Oprea Mircea din Sămara unui Ioan din Pitești.

## Evoluția politică și situația țăranilor: spicuiri

### Perioada daco-romană
Întrucât actuala comună Poiana Lacului a dispus de condiții geografice prielnice vieții: soluri de calitate în vederea culturii cerealelor și creșterii oilor, ape curgătoare reprezentate de râurile Cotmeana și Teleormanul și păduri întinse, aici au existat locuitori din perioada geto-dacă.
Mai târziu, după cucerirea Daciei de către romani, aceștia din urmă au construit o linie de fortificații numită Limes transalutanus, pentru a apăra imperiul de  migratori. La forma finală a fost adusă între anii 193-211. Limesul pornea de lângă Turnu Măgurele, ajungea la Roșiorii de Vede, Urlueni, Fâlfani, Săpata, Albota, Pitești, și se termina la munte  cu  Jidava (lângă Câmpulung) și Rucăr. Poiana Lacului, Păduroiu și Sămara se aflau în zona provinciei romane, la granița acesteia.
Castrele romane de la Săpata de Jos  și de la Albota, comune cu care Poiana Lacului se învecinează, atestă existența unei populații și a unor așezări în această zonă în timpul stăpânirii romane.

### Reformele agrare
În anul 1864 guvernul condus de Mihail Kogălniceanu în timpul domniei lui Alexandru Ioan Cuza a legiferat Reforma agrară  în urma căreia clăcașii au primit pământ fiind eliberați de obligațiile față de boieri. Ca urmare a acestei măsuri, din comuna Poiana Lacului au fost  împroprietărite 126 de familii pe moșia schitului Trivale cu 308 ha cultură și 126 ha izlaz, 31 locuitori au primit 111,5 ha de cultură din moșia Sf. Mitropolii, iar din moșia Negrea 8 locuitori au primit 30 ha de cultură și 3 ha izlaz .
Ulterior, ca urmare a condițiilor grele din timpul războiului balcanic din anul 1913 mulți țărani și-au vândut pământul cu care au fost împroprietăriți în anul 1864.
O altă reformă agrară a avut loc la câțiva ani după terminarea primului război mondial, în anul 1923. Țăranii săraci din comună au primit în total 75  ha pământ arabil, 35 ha izlaz și 20 ha pășune dar cu toate acestea, existau săteni nevoiți a munci pe moșiile din alte părți pentru a-și câștiga existența.
Printre preocupările agricultorilor din comună s-a aflat crearea unei ferme model în anul 1912 pe moșia statului numită Vatra Episcopiei Argeș de unde să plece vite de rasă, tauri, berbeci, porci, armăsari, gratuit către comunele din județ.

### Participarea la războaiele secolului XX
În primul război mondial, au murit în luptă 207 soldați și ofițeri din comună. La pierderile de vieți omenești s-au adăugat rechiziții de animale, raționalizare de alimente, prohibirea exportului pentru unele dintre produse, dar și importul din Germania la un preț foarte mare. Forța de muncă era drastic diminuată, bărbații fiind plecați pe front, iar o parte a populației a fost strămutată în Câmpia Dunării unde era nevoie de forță de muncă  pe marile proprietăți cultivatoare de cereale.
Cel de–al doilea război mondial s-a încheiat cu pierderi de vieți omenești de peste 160 soldați și ofițeri din comuna Poiana Lacului. Ei au făcut parte din Regimentele 4 Dorobanți Argeș, 1 Vânători Pitești și 6 Artilerie Pitești  din cadrul Diviziei a-III-a Infanterie.
În drumul lor către  Râmnicu Vâlcea armatele rusești la 6 septembrie 1944 au trecut prin comună și în ciuda faptului că populația le-a oferit hrană și adăpost, aceștia au comis acte de violență (violuri, furturi, rechiziții forțate) .
În satul Păduroiu  (1936) precum și în satele Sămara și  Dealul Viilor (1937)  localnicii au ridicat monumente în memoria eroilor căzuți  în primul război mondial .
În anul 1993 s-a înființat Dumbrava eroilor pe locul unui parc cu frasini care fuseseră plantați la sfârșitul celui de-al doilea război mondial în amintirea tinerilor căzuți în luptă .

### Perioada comunistă
La 24 februarie 1950, Comitetul Provizoriu al județului Argeș-Secția Gospodării și Industrii Locale trimite la Institutul de  Statistică din București borderouri centralizatoare ale întreprinderilor economice  din județ: Grupa mori și mori mari cu anexe: "1 Mai" Poiana Lacului.
Un avantaj pentru viața economică a fost descoperirea resurselor de petrol și gaze de sondă în subsol, ocazie cu care s-a înființat Schela de extracție petrolieră. 

## Economia

### Meseriile și ponderea lor
În anul 1838 apar primele documente care cuprind succinte informații despre meseriile practicate de către locuitorii din Poiana Lacului. Atunci se înregistrau 79 de plugari și o torcătoare. În satul Sămara își mai desfășurau activitatea un cojocar, trei rotari, și doi pârgari.
Toată comuna număra 294 de familii care foloseau  43 de cai de tracțiune, 318 de boi, 167 de vaci, 360 de oi și 166 de capre. Necesarul pentru hrana zilnică era completat în Poiana Lacului cu 6097 de pruni și 78 alți pomi fructiferi, în Păduroiu cu 7047 pruni și 450 alți pomi fructiferi, iar în Sămara cu 14 210 pruni și 745 alți pomi fructiferi.
Ca o noutate, la începutul sec. XX  apare cultura de  viță-de-vie pe 10 ha. Numărul  pomilor fructiferi crescuse semnificativ la 131 758 iar pășunile se întindeau pe 90 ha. Și micii meșteșugari deveniseră mai mulți:1 cojocar, 1 căruțaș, 2 dogari, 6 dulgheri, 8 fierari, 5 lăutari .
Anual se produceau în comună 79 500 de ouă.  De la pruni se recoltau 37 000 dl. de  prune și se obțineau 7520 dl. de țuică în cazanele din gospodăriile personale și în cele 8 poverne. Mare parte din țuică era comercializată în  țară cu căruțele trase de cai. Pentru cei care nu aveau băutura proprie, producătorii au deschis cârciumi. Alți pomi fructiferi: 29  de nuci, 38 de meri și 14 peri.
Pentru cultura cerealelor, dintre care cel mai folosit era porumbul,  terenul agricol se îmbunătățea cu bălegar, iar calendarul muncilor agricole impunea ca semănatul să se facă după 15 aprilie. Suprafața dintre rândurile de porumb era semănată cu fasole și dovleci.
Datele statistice ne indică pentru anul 1911 ca meseriași: un cojocar, un fânar, 2 tâmplari, un dulgher, 2 fierari, 5 croitori, un comerciant, 2 lăutari și 2 agenți sanitari plus 14 familii care creșteau viermi de mătase. Poiana Lacului avea și două mori, la Păduroiu și în satul de reședință.
O altă statistică, din anul 1935, ne arată că în comună  se cultivau 180 ha de pământ, erau 6 ha de fânețe naturale, 90 ha de  pășuni și 260 ha de  livezi cu 130 000 de pruni. Pomii fructiferi s-au diversificat ca specii și au crescut mult ca număr: câte 150 de nuci și piersici, 250 de zarzări, 300 de cireși,  400 de vișini, 510 de meri, 650 de peri și 700 de duzi. Sătenii încep să fie interesați de produsele celor 28 de stupi primitivi și 12 stupi sistematici.
A crescut și s-a diversificat numărul de unelte și utilaje agricole: în anul 1936  în comună erau 85 de pluguri de lemn, 145 de pluguri de fier, 68 de grape de lemn, 8 grape de fier, 42 care, 105 căruțe, 358 de sape, 388 de topoare ș.a.
Ocazii speciale în care localnicii aveau posibilitatea de a schimba sau de  a cumpăra produse au fost târgurile comunale de  la 21 mai (Sf. Constantin și Elena), 29 iulie și 14 octombrie (Sf. Parascheva), cu începere din anul 1936.
Ca urmare a schimbărilor politice survenite după cel de-al doilea război mondial,  au fost naționalizate morile din comună, iar în anii următori s-a creat infrastructură (electrificare,  canalizare, modernizarea drumurilor)  s-au construit, școli, magazine, cămin cultural.
Viața economică a comunei a fost întregită prin apariția sondelor, Schela de Extracție Moșoaia, cu sediul în Poiana Lacului inaugurată în anul 1956 cu 402 muncitori  și 60 specialiști și-a mărit producția constant, în anul 1960 fiind nevoie de 927 muncitori și 110 specialiști.
La Pitești exista Trustul de Foraj-Extracție care coordona activitatea din  județele Argeș, Olt și Vâlcea. Acesta  era răspunzător cu extragerea anuală a 30% din producția de țiței și gaze a României, situație existentă până în anul 1989.
Producțiile agricole din Poiana Lacului și Păduroiu au fost realizate în câte o cooperativă agricolă de producție, unde, pe lângă cerealele tradiționale, s-au cultivat și plante furajere de mare randament, trifoi și lucernă, necesare zootehniei. Comuna a mai dispus de o stație de desalinizare (1961) și de o fabrică de cărămidă la Păduroiu (1974)
După schimbarea regimului politic din anul 1989, s-a revenit la sistemul agricol tradițional în care micii agricultori au reintrat în posesia proprietăților confiscate de vechiul regim comunist . 

### Transporturile
Anul 1903 a fost începutul  construirii podului din beton de 28 m peste râul Cotmeana, la Păduroiu. El a fost refăcut după anul 1950 când s-a mai construit un alt pod peste același râu, la Sămara.
În anul 1941 drumurile naționale pe teritoriul comunei erau în lungime de 4 km cu 5 podețe, iar cele comunale erau de 12 km cu 15 podețe.
Drumurile județene și comunale Poiana Lacului-Sămara, Negrea-Poiana Lacului, Gâlcești-Poiana Lacului, Negoești-Poiana Lacului au început să fie modernizate, prima etapă fiind pietruirea lor după 1950.

### Schimburile și drumurile comerciale
Principalele produse oferite către  vânzare de către  locuitori au fost prunele și produsele obținute din ele în stare proaspătă sau rafinată (țuica), cireșele, animalele crescute în gospodării, borangicul. Se prefera schimbul în natură contra boabe de porumb și mălai.În afară de piețele tradiționale de la  Pitești, Găești și București,  țăranii se deplasau  cu căruțele sau cu  săniile trase de cai și boi, în preajma sărbătorilor religioase spre fostul județ Vlașca ori către țărmul Mării Negre, la Medgidia și Constanța. Borangicul folosit pentru realizarea maramelor, era vândut la Câmpulung, zonă recunoscută pentru utilizarea acestui material .

### Banca populară
Pentru că localnicii se împrumutau la cămătari care ofereau împrumuturi cu dobânzi de 60-120 % pe an, au apărut băncile populare care facilitau obținerea de către țărani a unor sume cu dobânzi rezonabile necesare în principal cumpărării de vite, utilaje agricole și hrană  pentru animale.
Primele bănci populare au apărut în comună la 22 decembrie 1901-Vulturul, respectiv  la 1 ianuarie 1902-Munca.  În anul 1936, Banca Vulturul avea 313 membrii și un capital social de 52 664 910 lei .

## Cultura

### Arhitectura tradițională
Ca o observație generală, casele sunt așezate perpendicular pe drumul de acces, orientate fiind spre sud. 
Cele mai vechi locuințe folosite de moșneni (țărani liberi care moșteneau în comun o bucată de teren de la un același strămoș) au fost bordeiele (locuințe săpate pe jumătate sub pământ și acoperite cu paie sau stuf).
De la începutul secolului al XIX-lea, locuitorii comunei au preferat lemnul și pământul ca materiale de construcție, iar din secolul al XX-lea cel mai des a fost utilizată cărămida.
Pe fundația  numită tălbaci și construită din lemn era așezată o ramă mare de stejar  groasă de 30-40 cm, pe ea fiind ridicată casa.
Locuințele se deschideau cu o sală, alăturară construcției propriu-zise. Lemnele folosite pentru scheletul de lemn erau îmbinate  la capete. Pentru tavan se utilizau gratii de nuiele lipite cu pământ.
Locuințele aveau o intrare, numită tindă și o cameră, ori o tindă aflată la mijloc și două camere.
Tinda era folosită pentru gătit aici găsindu-și locul și ustensilele necesare.
În casă, mobila și țesăturile necesare se realizau prin mijloace proprii. Paturile din scânduri de lemn așezate pe  pari bătuți în pământ se aflau în stânga și în dreapta intrării. Peste scânduri se puneau paie, apoi  pături țesute din lână, perne țesute, umplute cu paie sau fulgi. Hainele erau păstrate la capătul patului într-o ladă iar salba cu monedele de aur, oferită fetelor ca zestre, era păstrată într-un loc special.
Pe pereți se găseau alte țesături realizate de femei, scoarțe (învelitoare pe perete împotriva frigului), iar  la răsărit țăranii păstrau icoana, candela și sticla cu aghiazmă. Camerele erau decorate cu tablouri cu fotografii de familie, oglindă, un șervet cusut folosit pentru ștersul gurii și un dulap de vase din lemn. Pe tavan era agățată copăița pentru copiii mici. Soba de la care pornea o sfoară numită culme pe care erau așezate  hainele umede la uscat  își găsea și ea locul în camera de locuit. Pe jos era pământ lipit, văruit de 2-3 ori pe an, peste care apoi s-au pus rogojini, ulterior preșuri țesute.
Tot aici se mai aflau: o masă înaltă cu scaune și un cuier, pe peretele căruia erau hainele de sărbătoare.
Românii țineau la grindă busuioc, iar toamna în odaia cea mare se păstrau gutuile pentru un miros plăcut. Cele mai voluminoase țesături din lână, pături, macaturi, pături din câlți și plăpumi umplute cu lână se găseau împăturite pe lada cu haine.
Genul acesta de locuințe de la începutul secolului al XX-lea se mai păstrează în număr foarte mic.
După cel de-al doilea război mondial, s-a început utilizarea cărămizilor care au înlocuit lemnul și pământul .
Pentru viața de zi cu zi, țăranii mai aveau nevoie de un șopron în care creșteau vitele și unde depozitau unelte iar deasupra  nutrețul, un grajd pentru fân și un  pătul necesar păstrării cerealelor. Toate aceste anexe erau așezate în stânga și în dreapta casei și erau construite din lemn. Gardul a cunoscut o evoluție privind materialele utilizate, inițial din pari bătuți în pământ între care așezau mărăcini, apoi din pari și nuiele împletite, ultimul gard care avea la bază lemnul fiind palanul format din lați și uluci de 1,5 m. Porțile din lemn făcute din ștacheți erau acoperite în patru ape cu șiță (bucată subțire și scurtă de lemn).
Caracteristice pentru Poiana Lacului ca și pentru toate localitățile rurale ortodoxe sunt troițele (cruci din lemn sau piatră, unele dintre acestea fiind adăpostite în chioșcuri din aceleași materiale dotate cu o fereastră sau chiar ușă de vizitare unde sunt adăpostite icoane de sfinți, ștergare, mănunchiuri de flori, busuioc și candele). 
Alte case care au rezistat timpului, în afară de cele care sunt clasificate ca monumente istorice, sunt:
1)     Din prima parte a secolului al XIX-lea datează casa  construită de  Gheorghe al Radii în satul Negoiești. Locuința are corpul din lemn iar pereții despărțitori sunt din cărămidă. Casa are o tindă și 2 încăperi laterale, acoperișul este în 4 ape.
2)     Diaconu Gheorghe Ion  din satul Popești a ridicat în anul 1890 pe tălpi și cu pereții din lemn, o casă care are tindă centrală și 2 încăperi laterale, cu un acoperiș în 4 ape.
3)     Badea Voicu și Badea Maria, agricultori din satul Dinculești, au ridicat  între 1890-1910 pe o temelie din cărămidă o locuință cu corpul din lemn și acoperișul în 4 ape. Casa are prispă, tindă și 2 încăperi laterale.
4)     Stanciu Florea din satul Negoești, primar al comunei între 1900-1910 și soția sa, Stanciu Ilinca au construit în perioada 1890-1910 o casă din lemn, pe tălpi de lemn și acoperiș  în 4 ape.
5)     Stoian Constantin din satul Poiana Lacului a  construit în anul 1916, din bârne de brad,  pe tălpi din același material, o casă cu acoperiș în 4 ape, cu șiță pe deasupra, ca toate celelalte.
6)     Agricultorii Florea Dumitru și Florea Elena au construit  în satul Negoești în perioada 1910-1930 pe tălpi de lemn, o casă cu corpul din lemn, tencuiala din pământ și var iar prispa cu stâlpii din lemn. Locuința cuprinde o tindă și o odaie.
În Poiana Lacului s-au construit și apartamente în punctele Colonie și Clubul Flacăra  pentru specialiștii din comună și pentru cei care s-au mutat din zonele mai îndepărtate ale comunei.

### Portul popular
Portul popular a fost sinteza calităților artistice înnăscute  ale țăranilor la care s-a adăugat dragostea  față de natură și de tradiții.  Piesele vestimentare aveau un fond alb pe care se aplicau ornamente în roșu și negru. 
În zilele de sărbătoare, femeile purtau: un obiect vestimentar de culoare albă numit trup, deasupra șorțuri din lână neagră sau roșie, dreptunghiulare, ornamentate cu motive florale stilizate; ie cusută cu o singură culoare, negru sau roșu, din bumbac realizat în gospodărie la războiul de țesut, și care avea la capătul mânecilor volane încrețite; vesta numită ilic, din catifea cu mărgele; pe cap purtau batista neagră cu ciucuri iar în sezonul rece,  marama; în picioare opinci din piele de porc, vacă sau cal. Iarna se purta o haină lungă, albă din dimie cu flori. La gât, femeile înstărite purtau salba din mamudele de aur iar cele sărace, mărgele.
Bărbații foloseau un costum format din pantaloni albi numiți ițari strânși pe picior, dintr-un material din lână care se chema dimie și cămașă albă din pânză de in realizată în casă, la războiul de țesut. Peste cămașă se purta o vestă neagră sau un cojoc iar iarna se folosea și flanelul din dimie, numit cușman. Bărbații își acoperau capul cu o căciulă cu moț și cu fundul rotund, sau pălării. Peste mijloc, se încingeau cu bete și brâu roșii ori negre și cu chimirul în care aveau banii, tabachera și actele. În picioare purtau opinci din piele de porc sau bovine.

### Obiceiurile
Noaptea de Anul Nou era folosită pentru a previziona lunile ploioase, acestea fiind esențiale pentru agricultură. Fiecare lună era semnificată de o foaie de ceapă cu sare așezată la fereastră. Lunile în care se strângea apă mai multă până dimineața, se socoteau a fi luni în care va ploua din abundență.
Pentru fetele tinere, necăsătorite, existau mai multe obiceiuri: se așezau oale în gard, cu gura în jos, iar fata care dorea să se mărite, mergea noaptea și atingea o oală care arăta calitățile fizice ale viitorului soț (oală frumoasă, bărbat frumos); în grajdul boilor, fetele strigau la ei până când aceștia se ridicau, numărul lunilor sau anilor până se măritau fiind date de numărul de strigături necesare; la gura sobei, după ce focul se stingea, fetele luau 2 fire de porc pe care le ardeau, dacă acestea se învrejuiau, fata și băiatul la care se gândea se căsătoreau; un al patrulea obicei cerea ca la copca lacului să se pună salba care dacă era plină de brumă a doua zi de dimineață, arăta că viitorul soț va fi bogat.
Exista obiceiul de a se mătura curțile la 9 martie (Sf. 40 de Mucenici), iar copiii trebuia să sară peste foc, erau unși cu miere și însemnați cu tăciuni pe frunte.
Jocul numit Călușul , organizat în ziua de Rusalii (Cincizecimea), este singurul obicei care s-a păstrat până astăzi și despre care se consideră că are efect tămăduitor .
Cele mai dificile munci (săpatul pământului primăvara, secerișul vara, depănușatul porumbilor toamna și iarna, culesul de prune toamna) care necesitau nu doar efort fizic ci și mult timp au prilejuit crearea de  obiceiuri de muncă numite clăci. Tinerii care participau la ele  munceau dar se și distrau, dansau pe muzica  lăutarilor angajați de  gazdă și primeau câte o gustare.
În comuna Poiana Lacului au existat și obiceiuri legate de ciclul vieții:
Nașterea.
Pentru că sute de ani nu au existat instituții sanitare, femeile nășteau acasă cu ajutorul a 3 moașe. Fiecare moașă primea din partea părinților un cadou numit plocon format din pâine, zahăr, orez, ulei, țuică și vin, când copilul avea 3 zile. Cu această ocazie se puneau ursitorile (zâne care aveau darul de a prezice soarta nou-născutului). Un alt obicei era ca în  primul an de viață al copilului, după  Anul Nou, să se dădea de grindă de către moașe, iar înainte de a împlini 3 ani, la băieți se tăia moțul și la fete li se rupea turta pe cap. Botezul era organizat la 6 săptămâni de la naștere.
Nunta.
Obiceiurile legate de nuntă începeau cu pețitul, adică cu cererea fetei în căsătorie de către viitorul mire împreună cu părinții săi, prilej cu care se hotăra  zestrea adusă de fată, compusă din pământ, vite, șopron, țesături, haine și salbă. Cu această ocazie se stabilea și data nunții.
Obiceiul ploconului exista și la nuntă, anume cu două săptămâni înainte, când viitorul mire mergea la nași cu 6 pâini, 6 cozonaci, o găină friptă și un cocoș sau un curcan viu, brânză, ceapă, zahăr, fructe, o damigeană de țuică și una de vin.
Fedeleșul se organiza atât la fată cât și la băiat, cu masă, joc și cântec, sâmbăta. Spre  miezul nopții, ginerele trimitea miresei bradul pentru a fi împodobit. Aceasta, împreună cu mai mulți tineri, împodobea bradul duminica dimineața cu hârtie colorată, ciucuri din lână vopsită și beteală. În vârful lui se așezau 3 ciucuri mai mari, iar pe una dintre crengi se lega o batistă cusută de mireasă, mere și covrigi.
Ginerele sosea împreună cu nașii și nuntașii. În urmă cu ani, când în zonele rurale existau atelaje trase de cai, alaiul de nuntă se deplasa în trăsuri, animalele fiind împodobite sărbătorește, cu clopoței și căpestre colorate. Ginerele nu mânca decât dulciuri servite de mama miresei. Tot ea îi aducea o cravată sau un fular pe care mirele trebuia să le plătească.
Nașa se ocupa cu gătitul miresei, inclusiv pusul voalului pe cap. După ce mâncau, mirele, mireasa, și nuntașii mergeau la biserică iar apoi, la casa mirelui. Aici, mama lui își aștepta nora în prag și o servea cu miere sau dulceață, după care se împărțeau daruri părinților mirelui și rudelor sale apropiate. Pe seară, exista obiceiul de a oferi masa cu dar, adică bani pentru miri.
Luni de dimineață, mireasa se ducea la cel mai apropiat izvor cu vadra (vas cu capacitatea de 10 l), însoțită de tineri și tinere, pentru a aduce apă. Luni seara, soseau rudele miresei cu o parte din zestre.
După cel de-al doilea război mondial numeroasele obiceiuri existente în Poiana Lacului au început să dispară.

### Recunoașteri publice
Viața culturală a comunei era reprezentată în anul 1938 de  un cor mixt, un taraf de muzică populară și o bibliotecă modestă cu 214 cărți.
În anul 1941,  Poiana Lacului,  Păduroiu și  Sămara aveau cămine culturale.
Cu începere din anul 1961, comuna a dispus  de artiști amatori care alcătuiau o echipă de teatru, o brigadă artistică, mai multe formații de dansuri populare și soliști vocali de muzică populară.
În zona din care face parte Poiana Lacului (Valea Cotmenei), repertoriul coregrafic este mult mai bogat decât în celelalte părți ale județului Argeș. La diverse ocazii,  se folosesc 30-40 de jocuri, în special horele iuți și bătute, la care se adaugă variante de sârbe și brâuri.
Pasiunea cu care ele au fost practicate au condus viața culturală de amatori la obținerea unor premii importante: locurile I și titlurile de laureat la trei ediții ale Festivalului Național  Cântarea României , obținute de Ansamblul folcloric Poiana și formația de dansuri populare a căminului cultural,  locul I pentru orchestra de muzică populară la cel de al X-lea Concurs republican al formațiunilor artistice de amatori, precum și Trofeul Festivalului balcanic de folclor de la Ohrida, Iugoslavia ( 1984) .
La Poiana Lacului a avut loc ediția din anul  1982 a Festivalul-spectacol-concurs Ion Matache organizat pentru  tarafurile și formațiunile instrumentale de pe cuprinsul județului.
Un Premiu III a fost obținut de Formația de țambale a Căminului Cultural Poiana Lacului în cadrul Festivalului Național Cântarea României din anul 1989. 

## Viața spirituală
Cea mai veche biserica din comună este Sf. Nicolae, Cuvioasa Paraschiva, Sf. Arhangheli din Păduroiu din Vale, construită în intervalul  1737-1742 de către diaconul Andrei și preotul Nicolae. A necesitat renovări în anii 1892 când a fost  pictată în tempera și 1916. Aici se găsesc două cărți de patrimoniu: Catavasier (1783) și Antologhion (1792). Este un lăcaș inclus pe lista monumentelor istorice din județul Argeș (v. Monumente istorice).
Preotul Ioan și diaconul Nicolae au construit Biserica Sf. Nicolae, Cuvioasa Paraschiva, Sf. Teodor Tiron în satul Cepari în anul 1789. Îmbunătățiri au avut loc în anul 1889 când s-a refăcut clopotnița și s-au lărgit ferestrele, apoi în anul 1968. Prima pictură realizată a fost cea exterioară la jumătatea secolului al XIX-lea. Pictura interioară datează din anul 1889, fiind executată de către pictorii Apostol Voiculescu, Niță Poșoiu și Petre Vladimir .  Ea este inclusă în lista monumentelor istorice din județul Argeș (v. Monumente istorice).
În Poiana Lacului existase o biserică de lemn construită în  anul 1790.  Atunci când a devenit improprie pentru slujbă, Costea și Matei au ctitorit între anii 1885-1892, în imediata ei apropiere, Biserica Sf. Cuvioasă Paraschiva construită din cărămidă.
Din pictura de la sfârșitul secolului al XIX-lea, mai poate fi văzută scena Adormirii Maicii Domnului și pictura de lemn de pe catapeteasmă.
Restaurări ale picturilor au avut loc între anii 1948-1949,  ulterior în 1986 când  restaurarea s-a făcut doar în interior în timp ce pictura  exterioară a  fost refăcută complet de către pictorul Gheorghe Bondoc .
Acest lăcaș de cult se remarcă prin păstrarea unor obiecte de patrimoniu: Triod (1731), Penticostar (1743), Antologhion (1776), și Minei (1779).
În  satul  Cepari se menționează în documente existența unei biserici la 1816 unde aveau loc, în afara slujbelor, întâlniri ale autorităților comunale cu țăranii care se aflau în litigiu, în dorința de a împăca părțile.
O altă biserică de secol XIX  este cea din satul Dealul Viilor, construită în anul 1833 și care poartă hramul Sf. Mucenic Teodor Tiron.
Biserica Adormirea Maicii Domnului  din satul Sămara a fost construită în anul 1888 lângă ruinele unui alt lăcaș, de lemn.
În satul Dinculești comunitatea a ridicat  mai recent, în anul 1961, biserica Sf. Ioan Botezătorul .

## Sănătatea

### Situația în secolul XX
La începutul sec. XX , când populația în comună era de 1400 de locuitori, Poiana Lacului avea doar  un agent sanitar. Pentru cazuri mai dificile, erau medici la zeci de km., la Pitești și la Cerbu.
Primul dispensar a fost construit  în comună în anul 1908 urmat patru ani mai târziu de un alt local dotat și cu 12 paturi unde își avea reședința medicul circumscripției Cerbu.
Starea sănătății era precară pentru întreaga populație întrucât hrana, calitatea apei și  lipsa medicamentelor erau corolate cu desele epidemii: scarlatină (1911), scarlatină și febră tifoidă (1912), tuse convulsivă (1913).
Toate acestea făceau ca media de vârstă să fie  de  42-45 de ani. Se înregistrau de asemenea, multe decese în rândul copiilor mici, de exemplu în anul 1937 s-au născut 49 de copii și au murit 7,7 % din ei, având ca și cauze: malformații congenitale, nefrite, tuberculoză, hemoragii, bronșite, pneumonii, diaree, boli de piele și boli ale oaselor .
Un rol important pentru menținerea igienei corporale a populației și implicit asupra sănătății l-a avut baia comunală, înființată în anul 1938, unde, din anul 1941, a funcționat și dispensarul.
Alte măsuri care s-au luat pentru îmbunătățirea stării de sănătate a populației au fost înființarea unei secții a Crucii Roșii la 12 februarie 1939 și constituirea comandamentul comunal de sănătate în anul 1948.
După cel de-al doilea război mondial și schimbările politice care au avut loc, sporul natural al populației a avut o evoluție pozitivă, de exemplu de  6,36 la mie în anul 1979. Schela de  extracție petrolieră  a beneficiat de dispensar propriu, comuna de asemenea, acesta din urmă cu cabinete de interne, pediatrie și stomatologie plus o farmacie.

### Apa potabilă, resursă prețioasă
Pentru aprovizionarea cu apă potabilă, populația a folosit de-a lungul timpului  puțuri săpate în pământ. La o statistică din anul 1941 au reieșit 19 în Poiana Lacului, Negrea și Gălățeanu, 32 în Sămara și 43 în Păduroiu.
Schela petrolieră înființată la Poiana Lacului a facilitat ulterior asigurarea cu apă potabilă a locuitorilor.

## Personalități (alfabetic)
Badea Marin, cercetător dr. în istorie. Autor: Germani împotriva lui Hitler; Regimurile fasciste și totalitare din Europa; Mihai Viteazul și Aradul; Aradul și răscoala țăranilor din 1907; Rezistența europeană în anii celui de-al doilea război mondial (1938-1945).
Florea Constantin I. (1926-1978), născut în satul Negoești, absolvent al Facultății de Filologie-Istorie a fost redactor al cotidianului Secera și ciocanul din Pitești și director al Filialei Arhivelor Statului Argeș.
Publicații: Localitățile județului Argeș (1971); Monografia comunei Jupânești și Argeșenii și muscelenii în Războiul de independență (1979); Întreprinderea de rețele electrice Pitești (1972).
Georgescu Florian (Poiana Lacului, 19 noiembrie 1924-București, 15 mai 1997), dr. în istorie, prof. univ. la Universitatea din București, a fost  director al Muzeului de Istorie și Artă al Municipiului București (1959-1971) și al Muzeului Național de Istorie a României (1971-1984). Publicații, selectiv: Muzeul de Istorie al Orașului București (1960); Participarea maselor populare bucureștene la revoluția din 1948 (1961); Bucarest, aperçu historique .
Georgescu Ștefan (Poiana Lacului, 26 martie 1928-București, 27 iunie 2020), prof. univ. dr. doc. în filosofie, decan al Facultății de Filosofie din București (1972-1976) și director al Institutului de Filosofie (1973-1976), a absolvit Facultatea de Psihologie-Pedagogie a Universității din București (1951) și a primit o specializare în filosofia științei la Universitatea Sorbona (1966).  Publicații, selectiv: O istorie a ideilor din ultimii 2500 de ani (2001); Epistemologie (1978); Pozitivismul logic și teoria adevărului. Studiu critic (1964).
A fost membru corespondent și vicepreședinte al Secției de Filosofie și Logică a Academiei de Științe Sociale și Politice și laureat al premiului "Simion Bărnuțiu" al Academiei Române (1982) .    